# Замбровский район
Замбровский район (бел. Замбраўскі раён) — район, существовавший в Белостокской области Белорусской ССР в 1940—1944 годах. Центр — город Замбров.

## История
Замбровский район был образован 15 января 1940 года на части территории упразднённых Высокомазовецкого и Ломжинского уездов Белостокской области Указом Президиума Верховного Совета СССР.
К 1 января 1941 года район включал город Замбров и 17 сельсоветов.
В 1941—1944 годах территория района была оккупирована немецкими войсками.
20 сентября 1944 года Замбровский район, как и большая часть территории всей Белостокской области, был передан из СССР в состав Польши.